# シドニー・バーンズ
シドニー・フランシス・バーンズ（英: Sydney Francis Barnes、1873年4月19日 - 1967年12月26日）は、イングランド・スメスウィック出身のクリケット選手。クリケットの歴史の中でも屈指のボウラーであり、2013年にはクリケットのバイブルとして知られるウィズデン・クリケッターズ・アルマナックによって、150年間の歴代ワールドイレブンに選出された。